# アンドリュー・D・ハミルトン

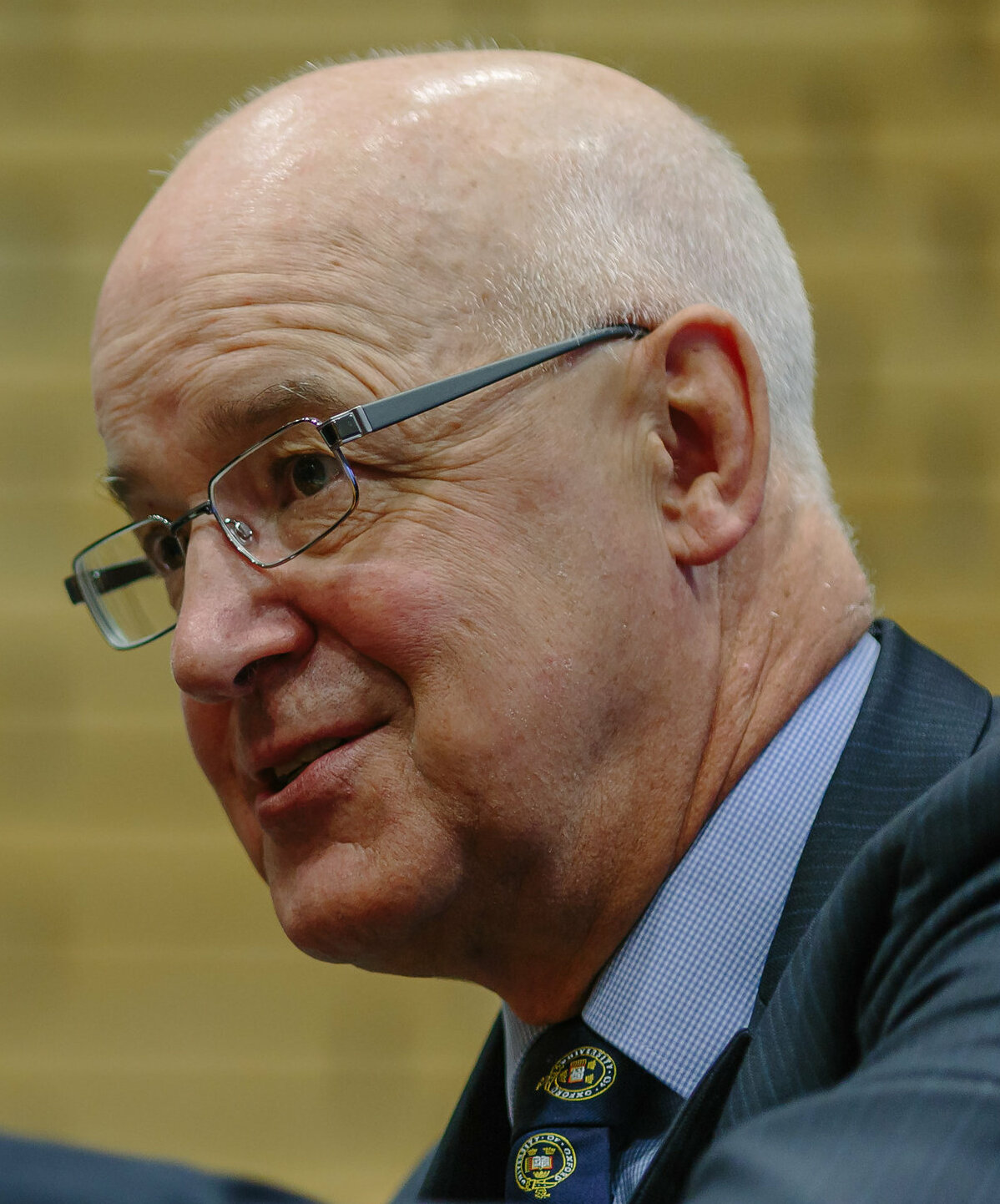
アンドリュー・D・ハミルトン

アンドリュー・D・ハミルトン（Andrew D. Hamilton、1952年11月3日 - ）は、イングランドサリー州ギルフォード生まれの化学者、ニューヨーク大学現学長（2016年より）。オックスフォード大学元学長（2009年から2015年）。イェール大学元学長（2004年から2008年）。

## 来歴
英国エクセター大学卒業（理学士、1974年）。カナダブリティッシュコロンビア大学修士課程修了（理学修士、1976年）、英国ケンブリッジ大学でPh.D.取得（1980年）。専門は超分子化学、ケミカルバイオロジー、生物有機化学ほか。
アメリカ合衆国プリンストン大学化学部助教授、ピッツバーグ大学準教授・教授を経て、1997年からイェール大学化学部教授。イェール大学化学部長（1999年から2003年）、イェール大学副学長（理学・技術部門担当、2003年から2004年）、イェール大学学長（Provost）、イェール大学ベンジャミン・シリマン講座教授を兼務（2004年10月から2008年10月1日まで）。2009年10月1日よりジョン・フッド前学長の後任としてオックスフォード大学第296代学長に就任。
イングランド出身の化学者であるが英国での教員歴はなく、アメリカ生活は28年に及ぶ。オックスフォード大学900年の歴史の中で学生または教員としてオックスフォード在籍歴のない初の学長に就任した。2004年王立協会フェロー選出。